# Supayacetus
Supayacetus es un género extinto de cetáceo basilosáurido del Eoceno Medio (edad faunística del Bartoniense) hallado en depósitos del sur del actual Perú. Supayacetus es conocido a partir del holotipo MUSM 1465, un esqueleto parcial. Sus restos aparecieron en el sitio Valle de los Arqueocetos, en la formación Paracas de la Cuenca Pisco, que data de hace unos 37 millones de años. Fue nombrado originalmente por Mark D. Uhen, Nicholas D. Pyenson, Thomas J. Devries, Mario Urbina y Paul R. Renne en 2011 y la especie tipo es Supayacetus muizoni.